# 七人のHOTめだま
『七人のHOTめだま』（しちにんのホットめだま）は、1987年10月から1988年3月までフジテレビ系列局で放送されていたフジテレビ制作の討論バラエティ番組である。1988年4月から放送枠の移動に伴い『HOTめだま』（ホットめだま）に改題し、1989年3月まで放送した。当項では『HOTめだま』（ホットめだま）の解説も行う。

## 概要

### 『七人のHOTめだま』前期
毎回7人のパネラー（ゲストを含む）たちが、当時の世相や話題になっているものなどについてあらゆる観点から検証・討論していた番組であった。討論番組という性質上、パネラーたちがエキサイトし、熱弁を振るう光景がたびたび見られた。番組後半では、司会の近藤正臣も討論に参加していた。そして討論が行われている中でエンディングに入り、ナレーションで番組を締めくくる演出が採られていた。

### 『七人のHOTめだま』後期
テーマに沿った事柄を7人のパネラー（ゲストを含む）たちがプレゼンテーションした後、それに関する討論を放送した。討論の一部は途中でVTRに切り替わり、テーマに沿ったものを提言者またはナレーションが解説する演出もあった。次回予告はエンディング曲（山形由美によるフルート演奏）の前にナレーターが紹介したが、次回放送分の映像はなかった。なお、テーマは司会の近藤がフリップボードで紹介していたが、そのボードには放送日（窓が付いていたため、取り換えることができた）・放送時間（20時00分 - 21時00分）・収録スタジオ（第3スタジオ）・製作著作（目ん玉マーク〈ロゴ省略〉フジテレビ）が記されていた。

## 放送時間
いずれも日本標準時（JST）。
- 日曜 20:00 - 20:54 （1987年10月 - 1988年3月）
- 土曜 12:00 - 12:54 （1988年4月 - 1989年3月）
  - 土曜正午枠はローカルセールス枠として放送したため、別枠での遅れネットまたは未放送の地域があった[注 2]。

## 出演者
『七人のHOTめだま』として放送した当時の出演者を解説する（ナレーターも同様）。なお、『七人のHOTめだま』として放送した当時のパネラーは「侍」と表現していた。

### 司会
- 近藤正臣
- 川口ひみこ - 近藤の娘。

### パネラー
- 桂三枝（後の六代桂文枝） - レギュラー出演。『HOTめだま』への改題（枠移動に伴うリニューアル）とともに司会に昇格。
- 景山民夫
- 早坂茂三
- 和田勉
- 木村晋介
- 松本均
- 野田聖子  - ほか（ゲストが出演する関係で、三枝を除く上記のパネラーの一部が出演しない回もあった）

### ナレーター
- 大森章督 - 『七人のHOTめだま』として放送した当時の前期担当者。
- 山田栄子 - 『七人のHOTめだま』として放送した当時の後期担当者。

## 放送内容

### 七人のHOTめだま
1987年
1988年
- 1月31日

「お待たせしません！スピードサービス時代」
雑誌のドライブスルーを採用した書店（東京都町田市）や24時間出前スーパー（大阪府大阪市大淀区）やカルテの自動送信システム（モノレール方式）を採用した大学病院（群馬大学医学部附属病院）などをVTRで紹介した。同回のプレゼンテーションは「男はソレを待ってられない！」（桂三枝：「時短サービス」に関するプレゼン）、「自転車はスピードの王様」（梨元勝：「自転車のメリット」に関するプレゼン。西新宿 → フジテレビ（放送当時の社屋所在地は新宿区河田町）間を自動車（ワゴン車）・オートバイ・自転車便で競い、自転車が最も速く到着することを実証する企画や出前を注文したレストランから配達先の運搬法・距離・所要時間などを基に検証する企画も併せて放送した。プレゼンの終盤には梨元が自転車で出掛けるVTRがあるが、このVTRには梨元の妻、福田玲子が映る)、「待ちにまった竹下政治 お待たせしません…!?」（早坂茂三：国会の議論に関する批判など。竹下登内閣総理大臣〈放送当時〉に対する期待も併せてプレゼンした。なお、このプレゼンのキーワードは「『前向き、可及的、すみやかに善処します』は通らない」であった）、「渋滞するワ！値上げするワ！－首都"拘束"道路－」（木村晋介：高速道路の渋滞や値上げを批判するプレゼン。途中で五十六会（勉強会の団体）のVTRが映り、フリーウェイクラブ会長の和合秀典がインタビューを受け、高速道路建設費の借金が1兆5,000億円（放送当時）あることを明かした後、首都高速道路公団の体制を批判している。早坂はスタジオで首都高速1号線（羽田線・上野線）の無料化などを提言した。この他のプレゼンテーションとして、「1年生議員ドブ板づくり物語」（野田聖子：野田の奮闘記）と「ノロノロ役所 ワースト3」（松本均：「印象の悪い役所 ワースト3」〈総務庁調べ〉を発表。ワースト3のランキングは第3位：陸運支局〈29.7％〉、第2位：登記所（法務局）〈31.6％〉、第1位：警察署〈33.4％〉であった。ランキングの発表後、松本は警察官に扮して警察署がワースト1となった理由と「レスポンス・タイム」〈通報からパトカーが現場に到着する時間のこと〉の解説をしている。ちなみに、「レスポンス・タイム」が最も速い都市〈札幌・横浜・大阪・福岡など、主要11都市より算出〉は東京都区部〈東京23区〉で3分51秒、次いで大阪市が4分19秒であった〈「レスポンス・タイム」の時間はともに放送当時のもの〉。スタジオでは警察官時代の裏話も明かした後、持論を展開して警察官のあり方を語った）が挙げられる。
- 2月7日

「マルサもびっくり！ザ・お金」
クレジットカードによる犯罪などを放送（同年1月31日放送分の予告ナレーションより）。
- 3月13日

「出発進行！走るスタジオ列車」
同回はスタジオ（フジテレビ第3スタジオ）ではなく、ジョイフルトレイン「スーパーエクスプレスレインボー」の車内（当番組収録のため貸切運行）で収録した回であり、同日のダイヤ改正（キャッチコピー・一本列島）に合わせた企画として、前述したテーマを放送した。ちなみに、番組の収録は同ジョイフルトレインのイベントカー（オロ12 715）で行われ、山形によるこの回のエンディングテーマのフルート演奏と「講談トラベルミステリー」（当番組には『高原鉄道殺人事件』〈1984年4月5日初版発行、光文社〉が使われ、神田紅が講談を披露した）は同列車のパノラマグリーンカーにある展望室で撮影が行われ、ミス・レインボー（女性客室乗務員）も乗務した。なお、ミス・レインボーは1990年4月30日の運行をもって引退し、「スーパーエクスプレスレインボー」は2000年3月31日限りで運用を終了した。運用を終了した「スーパーエクスプレスレインボー」はその後、全車両が保留車を経て2001年7月2日付で廃車となったため現存しない。
同回では早坂茂三の講演「やがて、東京〜大阪1時間」（リニアモーターカーに関する講演であるが、整備新幹線の話も少しだけ出た。リニア実験線として使用した宮崎実験線や札幌 - 千歳空港間を運行するリニアモーターカーの線路敷設計画〈同区間の所要時間は約7分。新千歳空港を国際化するための基盤作りとして同計画があったが、基本敷設計画には札幌駅を軸に北海道の主要各駅を結ぶ構想もあった〉と中央新幹線〈通称・リニア中央新幹線〉の実験線建設を願う内容も同コーナーで放送されたが、リニア実験線の整備計画は山梨実験線として実現している）や種村直樹の講演「得するキップ」（切符の種類や特別企画乗車券〈愛称・トクトクきっぷ〉に関する講演）も放送した。
同回では上記の他に、駅弁や食堂車・ビュッフェなど、「列車と食事」をテーマとしたコーナー・寝台特急北斗星を扱ったコーナー・放送日に実施したダイヤ改正の裏側を扱うコーナー・新幹線通勤を扱ったコーナー・忘れ物（遺失物）を扱うコーナー・JR東日本のジョイフルトレイン（「パノラマエクスプレスアルプス」や「やすらぎ」など）を紹介するコーナー・青山駅（越後線）の開業に関するミニドキュメンタリーやキク象ボックス（JR西日本が設けた投書箱）に関する解説も放送した。なお、同列車が利根川橋梁（宇都宮線〈東北本線〉）を通過する時に出演者がカメラマンに手を振る演出があったが、同橋梁を通過する直前に対向列車（115系）が来てしまい、ナレーターは「このために寒い中待っていたカメラマンの苦労はどうなるんでしょう？」（原文を基に再構成）と話している。
- 3月20日

「先取り！テレビ式発想法」
1988年のトレンドやニューフェイスを予想したものを放送（同年3月13日放送分の予告ナレーションより）。

### HOTめだま
1988年
1989年

## スタッフ
- 構成：鵜沢茂郎、大田一水／山田順子
- 音響効果：佐藤昭（4-Legs）
- 美術制作：重松照英
- デザイン：山本修身
- 美術進行：小野秀樹
- 技術協力：八峯テレビ
- VTR編集：篠田孝裕（共同テレビジョンビデオ編集センター）／TDKコア、東北新社
- 制作協力：オフィス・トゥー・ワン（藤田邦夫、長谷川美夫、伊世憲造、高橋敬二）、彩の会（隅田進、新井正明）、オン・エアー（石戸康雄、上野雅博）、ユニオン映画（古谷寛、望月聡）

- FD：天野晃宏、吉田雅司
- ディレクター：高山茂樹、加茂裕治／江上官（オフィス・トゥー・ワン）
- プロデューサー：王東順
- 制作：フジテレビ編成局第二制作部
- 制作著作：フジテレビ

## エンディングテーマ
七人のHOTめだま
山形由美によるフルート演奏であったが、曲は毎回異なる。主な楽曲は下記のとおり。なお、エンディングには曲名の表示がなかった。
- イン・ザ・ムード

HOTめだま
- （不明）

## 備考
1987年11月に「ザ・引退」とのテーマで江川卓を取り上げた際、討論の最中に突如桂三枝が「巨人ファンを引退し、阪神ファンに鞍替えする」と宣言した。なお、桂文枝（2012年襲名）は2014年10月28日に発行した日刊スポーツの取材（イベント開催時に受けたもの）で当時のことを振り返り、「1987年に江川が引退し、同年オフのドラフト会議で長嶋一茂を巨人が指名しなかったことから距離を置き、1989年に村山実（文枝〈当時は三枝〉の母校、関西大学の先輩）が阪神の監督に就任したことで強い愛着を感じた」と振り返っている。以降、文枝は阪神ファンを貫いている。関連するエピソードは桂文枝 (6代目)#人物を参照。